# 미란다 리처드슨
미란다 리처드슨(Miranda Richardson, 1958년 3월 3일 ~ )은 잉글랜드의 배우이다. 연극 《A Lie of the Mind》(1985-86)으로 1987년 로런스 올리비에상 여우주연상 후보에 올랐다.
영화 부문에서는 《데미지》(1992)로 아카데미 여우조연상 후보에, 《톰 앤 비브》(1994)로 여우주연상 후보에 지명되었다. 또한 BAFTA에 총 일곱 번 후보에 올랐으며 《데미지》(1992)로 여우조연상을 차지했다. 골든 글로브상에도 총 일곱 번 후보로 뽑혀 《4월의 유혹》(1991)와 《히틀러의 부활》(1994)로 그 중 두 번 수상했다.

## 출연 작품

### 영화
- 4월의 유혹 (1991)
- 데미지 (1992)
- 크라잉 게임 (1992)
- 톰 앤 비브 (1994, Tom & Viv)
- 히틀러의 부활 (1994, Fatherland)
- 애정의 조건 2 (1996, The Evening Star)
- 슬리피 할로우 (1999)
- 스파이더 (2002)
- 디 아워스 (2002)
- 오페라의 유령 (2004)
- 처칠 (2004, Churchill: The Hollywood Years)
- 해리 포터와 불의 잔 (2005)
- 메이드 인 다겐함 (2010)
- 말레피센트 (2014)
- 스트롱거 (2017) - 패티 역
- 아이보이 (2017) - 낸 역

### 텔레비전
- 대마법사 멀린 (1998)
- 그리고 아무도 없었다 (2015) - 에밀리 브렌트 양 역